# Canaguá
Canagua é uma cidade venezuelana, capital do município de Arzobispo Chacón.